# Episodi di Alvinnn!!! e i Chipmunks (prima stagione)
La prima stagione della serie animata Alvinnn!!! e i Chipmunks, composta da 26 episodi, ha esordito in Francia il 30 marzo 2015 sulla rete televisiva M6. Negli Stati Uniti è andata in onda dal 3 agosto 2015 all'8 marzo 2016 su Nickelodeon.
In Italia la stagione è stata trasmessa in prima visione assoluta dal 18 maggio 2015 su Nick Jr.; in chiaro i primi due episodi sono andati in onda su K2 il 12 giugno 2015, mentre la programmazione regolare è cominciata il 7 settembre 2015.
| nº | Titolo originale            | Titolo Italiano                  | Prima TV USA      | Prima TV Italia  |
| -- | --------------------------- | -------------------------------- | ----------------- | ---------------- |
| 1  | Talking Teddy               | L'orsetto parlante               | 3 agosto 2015     | 18 maggio 2015   |
| 1  | Principal Interest          | La nuova preside                 | 3 agosto 2015     | 18 maggio 2015   |
| 2  | A is for Aliens             | A come alieni                    | 4 agosto 2015     | 19 maggio 2015   |
| 2  | Jeanette Enchanted          | La magia dell'amicizia           | 4 agosto 2015     | 19 maggio 2015   |
| 3  | Sister Act                  | Cambio casa                      | 5 agosto 2015     | 20 maggio 2015   |
| 3  | Lil' T                      | Little T                         | 5 agosto 2015     | 20 maggio 2015   |
| 4  | What a Gem                  | La gemma misteriosa              | 6 agosto 2015     | 21 maggio 2015   |
| 4  | Family Spirit               | Lo spirito di famiglia           | 6 agosto 2015     | 21 maggio 2015   |
| 5  | The App                     | L'app                            | 7 agosto 2015     | 22 maggio 2015   |
| 5  | Don Juan Theodor            | Theodore il rubacuori            | 7 agosto 2015     | 22 maggio 2015   |
| 6  | Albrittina                  | Al-brittina                      | 10 agosto 2015    | 25 maggio 2015   |
| 6  | Simon for President         | Votate Simon!                    | 10 agosto 2015    | 25 maggio 2015   |
| 7  | To Serve and Protect        | Servire e proteggere             | 11 agosto 2015    | 26 maggio 2015   |
| 7  | Kicking It Old School       | Racconti intorno al fuoco        | 11 agosto 2015    | 26 maggio 2015   |
| 8  | Clowning Around             | Che paura!                       | 12 agosto 2015    | 27 maggio 2015   |
| 8  | A Bully For You             | I bulli della scuola             | 12 agosto 2015    | 27 maggio 2015   |
| 9  | My Sister is a Weirdo       | Una sorella un po' strana        | 13 agosto 2015    | 28 maggio 2015   |
| 9  | Turf War                    | Il babysitter di quartiere       | 13 agosto 2015    | 28 maggio 2015   |
| 10 | Good Luck Mr. Whiskers      | Alla ricerca del gatto scomparso | 14 agosto 2015    | 29 maggio 2015   |
| 10 | Who's your Daddy?           | Papà Alvin                       | 14 agosto 2015    | 29 maggio 2015   |
| 11 | Mystic Mountain             | Il videogioco                    | 17 agosto 2015    | 19 ottobre 2015  |
| 11 | Candy Confessions           | Dolci imprevisti                 | 18 agosto 2015    | 19 ottobre 2015  |
| 12 | Mojo Missing                | Il berretto magico               | 19 agosto 2015    | 20 ottobre 2015  |
| 12 | Who's your Animal?          | In gabbia                        | 20 agosto 2015    | 20 ottobre 2015  |
| 13 | Slippin' Thru My Fingers    | Un papà soffocante               | 21 agosto 2015    | 21 ottobre 2015  |
| 13 | Driving Dave Crazy          | Povero Dave!                     | 31 agosto 2015    | 21 ottobre 2015  |
| 14 | Safety Third                | La sicurezza non è un optional   | 1º settembre 2015 | 22 ottobre 2015  |
| 14 | Mister Manners              | Mister Buone Maniere             | 2 settembre 2015  | 22 ottobre 2015  |
| 15 | Tree House                  | La casa sull'albero              | 3 settembre 2015  | 23 ottobre 2015  |
| 15 | Saving Simon                | Salviamo Simon                   | 4 settembre 2015  | 23 ottobre 2015  |
| 16 | Back to School              | Ritorno sui banchi               | 8 settembre 2015  | 16 novembre 2015 |
| 16 | Bromance                    | Un amico per Simon               | 9 settembre 2015  | 16 novembre 2015 |
| 17 | A Room of One's Own         | Una stanza tutta per Alvin       | 10 settembre 2015 | 17 novembre 2015 |
| 17 | Carts and Crafts            | Caccia al carrello               | 11 settembre 2015 | 17 novembre 2015 |
| 18 | Going Green                 | Alvin e l'ecologia               | 2 novembre 2015   | 18 novembre 2015 |
| 18 | Tattle Tail                 | Il pettegolo                     | 3 novembre 2015   | 18 novembre 2015 |
| 19 | Super Heroes                | Il supereroe mascherato          | 4 novembre 2015   | 19 novembre 2015 |
| 19 | She's Got Talent            | Lo stile di Jeanette             | 5 novembre 2015   | 19 novembre 2015 |
| 20 | Kiss Conspiracy             | Il complotto del bacio           | 6 novembre 2015   | 20 novembre 2015 |
| 20 | House Guest                 | Ospiti a sorpresa                | 9 novembre 2015   | 20 novembre 2015 |
| 21 | Theozilla                   | Theozilla                        | 10 novembre 2015  | 23 novembre 2015 |
| 21 | Doggone It                  | Molla l'osso                     | 12 novembre 2015  | 23 novembre 2015 |
| 22 | Mutiny                      | Ammutinamento                    | 13 novembre 2015  | 24 novembre 2015 |
| 22 | Reality or Not              | Il reality di Alvin              | 16 novembre 2015  | 24 novembre 2015 |
| 23 | Let Team eat Crumbs         | Corvinator                       | 17 novembre 2015  | 25 novembre 2015 |
| 23 | Who ghosts There            | La casa infestata                | 18 novembre 2015  | 25 novembre 2015 |
| 24 | Alvin's Secret Powers       | I poteri magici di Alvin         | 19 novembre 2015  | 26 novembre 2015 |
| 24 | I Will Survive              | Survivor                         | 15 febbraio 2016  | 26 novembre 2015 |
| 25 | Art for Art's Sake          | L'arte per l'arte                | 7 marzo 2016      | 27 novembre 2015 |
| 25 | Alvin's got a Brand New Bag | Alvin e la borsa nuova           | 15 febbraio 2016  | 27 novembre 2015 |
| 26 | Warbie                      | Warbie                           | 20 novembre 2015  | 30 novembre 2015 |
| 26 | Mancave                     | Un posto per maschi              | 8 marzo 2016      | 30 novembre 2015 |

## S1 Ep.1 L'orsetto parlante
Alvin e Simon non sopportano il "Talking Teddy" di Theodore, perché decide sempre lui che programma televisivo vedere, infatti i fratelli maggiori decidono di creare una tastiera per far dire all'orsetto del fratello minore ciò che vogliono, ma Alvin lo sfrutta per motivi personali, il che porta Simon a creare un'altra tastiera per dare una bella lezione ad Alvin. Infine, Theodore decide di regalarlo a un asilo nido, ma, in un negozio di giocattoli, trova il nuovo modello di Talking Teddy rosso e lo porta a casa, facendo terrorizzare il protagonista.

## La nuova preside
È il primo giorno di scuola e Alvin s'innamora della nuova preside, tanto da chiedere di diventare il suo assistente, ma scopre che Brittany lo ha preceduto. Tuttavia, Dave à un appuntamento con la preside stasera e il ragazzo decide di fare un'incursione nel ristorante, ma si scopre che la preside si è innamorata di un altro uomo e non di Dave. Il giorno dopo, Alvin deve ripulire tutta la classe, a causa dei suoi pasticci. Alla fine, il protagonista vede dalla finestra una donna che porta ha spasso il suo cane, Tootsie-Bella.

## A come alieni
Alvin crede che nei sotterranei della scuola ci siano degli alieni e pensa che Brittany ne sia la complice, perché la vede andarci spesso. Grazie ad una bava aliena trovata in cantina, Alvin e Simon vanno a scuola di notte per vedere che cosa c'è giù di sotto, ma purtroppo, vengono cacciati dal bidello della scuola. Sfortunatamente, i fratelli maggiori scoprono che Theodore non c'è più nel suo letto e temono che sono stati gli alieni a portarlo via. Fortunatamente grazie a dei gadget potenti nel laboratorio di Simon, il duo si ferma a scuola, ma scopre che è solamente una ripresa di un film di fantascienza con l'aiuto di Brittany capiscono che il fratello minore sia in casa. Durante una punizione scolastica, Alvin sviene temendo che la signorina Smith sia un aliena.

## La magia dell'amicizia
Jeanette non ha voglia di festeggiare il suo compleanno, ma gli amici, contrari alla sua scelta, decidono di fare una festa magica regalandole un bastoncino che le fanno credere che sia una bacchetta magica e che doveva funzionare solo per un giorno. Ma Theodore continua a far finta che funzioni anche domani. Mentre Jeanette è via, gli altri cercano di realizzare i desideri che ha espresso. All'ora di pranzo, la festeggiata stava pensando altri desideri, finché Alvin gli racconta la verità e lascia la ragazza abbattuta. Jeanette allora pensa a tutto quello che i suoi amici hanno fatto per lei per esprimere i suoi desideri. Alla fine, torna da loro, li ringrazia e tutti insieme vanno a mangiare il gelato.

## Cambio casa
Eleanor viene ad abitare a casa dei Seville, perché non vuole stare con Brittany, per via di un litigio. Dave le permette di stare con loro, però, Alvin non è affatto contento, visto che la ragazza ha preso apposta il suo letto. Tuttavia, Jeanette va ad abitare a casa dei Chipmunk come Eleanor, prendendo il letto di Simon. I ragazzi decidono di invadere la casa sull'albero di Brittany, come hanno fatto le due Chipettes. Infatti, la ragazza non resiste di stare con loro e decide di abitare a casa di Dave e di chiedere scusa alle sue sorelle. Alla fine, il padre dice ai ragazzi di dover tornare ognuno a casa proprio.

## Little T
Theodore manda un video sul computer in cui canta la sua canzone preferita, visto che Alvin e Simon la trovano una pessima idea. Il giorno dopo, due persone decidono di cambiare il nome "Theodore" in "Lil' T" e, una volta spedito a casa, il piccolo Chipmunk si comporta come una persona figa. Tuttavia, Lil' T deve partire con Biggie Large per andare a fare un tour in Giappone, ma i fratelli lo riportano a casa. Alla fine, Theodore canta con i suoi fratelli e le Chipettes la sua canzone preferita.

## La gemma misteriosa
Dopo un incidente con il suo skateboard, Alvin scopre che c'è una gemma luccicante a casa della signora Croner, e come se non bastasse si è infrantumato la sua gamba. Tuttavia il giorno dopo, Alvin decide di mandare Theodore a cercare la gemma per vedere di cosa si tratta. Ma sfortunatamente, una volta mandato il fratellino in missione, la signora Croner scopre che quest'ultimo si ritrova giù in cantina e visto che è gentile, gli gradisce una tazza di tè. Intanto, Alvin pensa che il suo piccolo fratello sia stato catturato dall'anziana e corre verso a casa per riportare Theodore e di cercare la gemma rovinando le rose, facendola disperare. Il giorno dopo, Alvin decide di scusarsi per il suo comportamento e, infatti, ritrova la sua gemma e la consegna a lei. Infatti per lui, ha un'importante gara di skateboard e, alla fine, riesce a vincere la gara.

## L'app
Dave acquista una nuova app chiamata Harmony, ma Alvin è arrabbiato, visto che l'androide comanda in questa casa. Però, Alvin deve andare alla festa di Annie stasera e, siccome che è astuto, decide di disattivare il robot questa notte. Invece, ha premuto la modalità bebè e viene trattato come un neonato. Infine, Dave spiega ad Alvin che ha portato via il robot e, infatti, il protagonista è contento di essere tornato alla normalità.

## Theodore il rubacuori
Alvin e Simon scoprono che Theodore si è innamorato di Jenny, infatti, il fratello maggiore lo aiuta per conquistare il cuore della ragazza, ma i suoi piani vengono sempre andati in fumo. Tuttavia, le Chipettes decidono di aiutarlo, facendo lezioni di danza, anche se i loro piani sono andati in fumo. Il giorno dopo, i fratelli e le Chipettes decidono di metterlo alla prova, ma sfortunatamente, finisce in un bidone della spazzatura. Dopodiché, scoprono che il fratello minore non si è innamorato di Jenny, ma voleva soltanto aiutarla a preparare la torta per il mercatino scolastico.

## Al-Brittina
Alvin e Brittany scoprono che loro sono compagni spirituali, tuttavia si comportano in modo opposto, (Alvin è gentile e pulito) e (Brittany è prepotente e sporca). Infatti, Simon, Theodore, Jeanette ed Eleanor vogliono che i due si comportino come prima, e decidono di aprire una baracca per vendere la roba di Alvin e di Brittany. Alla fine, i due decidono di comportarsi come prima.

## Servire e proteggere
Simon viene nominato responsabile della sicurezza scolastica e, infatti vince a un gioco in cui con la cannuccia più alta può andare a un posto dei suoi sogni, e lui sceglie di andare allo Smithsonian. Però, Alvin non è contento di andare a quel posto visto che è noioso, e decide di rovinare il lavoro in cui Simon sta facendo. La notte dopo, Simon sta sognando se la scuola è diventata un posto per teppisti, e viene lanciato dalla signorina Smith, facendo cadere dal letto. Il giorno dopo, Simon dice ad Alvin che ha restituito la spilla perché non è degno di indossarlo, e quindi il viaggio è rimandato. Però il fratello maggiore, decide di dire la verità a Dave, e per punizione, non va allo Smithsonian con la famiglia.

## Racconti intorno al fuoco
Dave e i ragazzi partono in vacanza, ma scoprono che lo chalet è abbandonato e come se non bastasse, internet non funziona. Quindi, devono stare lì come ai vecchi tempi. Però, vedono un sacco di posti fantastici e passano la loro giornata nei boschi. Il giorno dopo, devono tornare a casa e, infatti, i quattro passano la notte fuori.

## Che Paura!
Alvin decide di spaventare il suo fratellino con un costume da clown e, infatti, rimane paralizzato. Il giorno dopo, Theodore à un concorso di mostri e viene giudicato vincitore e, una volta usciti da scuola, il fratello minore attacca un vero clown e smette di essere paralizzato.

## I bulli della scuola
Simon è costretto a prendere degli occhiali ridicoli, dopo che i suoi si rompono. Una volta tornato a scuola, Derek e i suoi amici iniziano a bullizzarlo. Per vendicarsi dei bulli, Simon crea un robot per dare una bella lezione. Il giorno dopo a scuola, decide anche di dare un opuscolo per obbligo, senza essere fatti fuori dal robot. All'ora di pranzo, Derek scopre che ci sono cose offensive nell'oroscopo e per vendetta, distrugge il robot del ragazzo intelligente. Alla fine, Alvin, Theodore e tutti quanti, dicono a Derek di lasciarlo in pace e, infatti, il bullo si arrende e promette di non bullizzarlo più.

## Alla ricerca del gatto scomparso
Il gatto della signora Croner, "Mr.Whiskers" è scomparso e i Chipmunks e le Chipettes, temendo una maledizione, la aiutano a cercarlo. La notte dopo nella casa sull'albero, Alvin, Simon, Theodore, Brittany, Jeanette ed Eleanor sentono dei rumori sotto il letto di Jeanette, ma scoprono che è Mr.Whiskers che ha partorito dei cuccioli. Alla fine, i ragazzi portano il gatto e i gattini alla signora Croner.

## Papà Alvin
Dave sta male e al posto suo c'è Alvin a fare il papà, però dimostra di essere un genitore terribile. Tuttavia, Theodore deve fare una prova di spettacolo, e così il ragazzo decide di aiutarlo. Alla fine, Alvin deve pulire la casa a causa dei suoi pasticci, grazie all'aiuto di Dave.

## Il videogioco
Alvin, Simon e Theodore sonno impazziti per un videogioco chiamato "Mystic Mountain", ma Dave vuole che giochino al massimo un'ora. Tuttavia, i Chipmunk aiutano Dave a installare il gioco sul suo computer e, una volta entrato, lui gioca più di un'ora rispetto ai suoi figli. A scuola, i ragazzi rivelano ai chipmunks che dave sta rubando le armi di tutti compresa la spada dalle mille previsioni di kevin e vogliono riavere le armi rubate da Dave, e allora i Chipmunk e le Chipettes decidono di fare la guerra contro i ragazzi nella vita reale, e infatti Kevin riesce a riavere il gioco di Dave. Infine, Dave riesce a finire la colonna sonora grazie ai ragazzi.

## Dolci imprevisti
simon e theodore  stanno giocando con le costruzioni ma ricevono messaggi  da alvin che sta facendo  i compiti  al inizio li ignorano poi da una barreta di cioccolata  a theodore  per trascinarlo fino alla loro stanza spiega che a saputo di uno skateboard in edizione limitata al negozio  paradiso dello skatebord ma visto che fa i compiti manda theodore  dandogli i suoi soldi ma sulla strada si ferma a un chiosco  di dolci per un assaggio gratis ma perde tempo poi finalmente  si ricorda dello skatebord ma inciampa e  arriva tardi l ' ultimo e stato appena venduto  a un ragazzo sul viaggio di ritorno si imbatte nel chiosco e qui compra un buono da 50% di sconto tornato a casa alvin crede che theodore  abbia lo skatebord  ma appena su alvin  dice no no e no arriva simon si scopre  che theodore  a detto a alvin e ora a simon una bugia in qui arriva in tempo e compra l ' ultimo  skatebord ma appare il ragazzo che  ha comprato  lui veramente  lo skatebord  e prima maltratta theodore  e poi ruba lo skatebord  così alvin e simon decidono di dare caccia al ladro alvin chiama le chippets e brittany , janette e eleonor entrano di notte al negozio e scrivono la lista di chi compra  al paradiso dello skatebord poi a casa seville eleonor chiede a theodore la descrizione  del ladro ma per non far catturare un innocente fa una descrizione  stravagante così alvin , simon  , brittany , janette e eleonor  dano la caccia al ladro in un montaggio  appena finito il montaggio  theodore rivela la verità  a dave sullo skatebord  di alvin che si è fermato al chiosco di dolci e del inciampo e dave dice di essere molto orgoglioso della sua sincerità  così theodore si prepara a dirlo anche  agli altri ma viene chiamato da alvin che dice di vederlo nei sotterranei del paradiso dello skatebord  sono riusciti in qualche modo a catturare il ragazzo theodore li raggiunge poi dopo aver visto il ragazzo legato ad una sedia  racconta la verità a alvin , simon , brittany  , janette e eleonor e chiede scusa  al ragazzo di averlo incolpato poi simon , janette e eleonor chiedono scusa al ragazzo , brittany e delusa di aver sprecato il suo nastro colorato e alvin e arrabiato  con theodore  a cena theodore  si presenta poi alvin lo perdona e theodore per ripartire alvin apre un chiosco di dolci .

## Il berretto magico
Alvin regala il suo berretto a una bambina di nome Misty, che viene chiamato come portafortuna, però Alvin lo rivuole indietro anche se ormai è troppo tardi e deve essere sostituito nelle esibizioni del concerto. La sera dopo, inizia le selezioni e il canto di Misty inizia a funzionare e Alvin se ne va disperatamente, ma i fratelli e le Chipettes decidono di rimediare. L'altra sera, inizia il concerto e Alvin con il suo berretto, riesce a cantare bene.

## In gabbia
Alvin viene visitato da un dottore  a letto perche a un irritazione alla gola e il dottore dice a alvin di non parlare per una settimana anche se simon dice che tra quattro giorni hanno un concerto  alvin scrive su un foglio dice che non potrebbe andare a scuola ma il dottore dice che non e una cosa grave e da una medicina che viene data tre volte al giorno e theodore e felice che alvin puo venire perche la loro classe va allo zoo il giorno dopo dice che cs molto silenzio poi appaiono simon e theodore  vestiti da animali per la gita simon da coccodrillo e theodore da panda e dice che alvin non puo parlare ma alvin arriva travestito anche lui da animale e indica a dave la zeep sul dorso del costume dave chiede perché non lo abbia detto ma poi si ricorda del divieto di parlare del dottore e lo fa poi davs , simon e theodore chiedo ad alvin che animale si e travestito visto che ha il corpo nero con una striscia bianca  dopo diverse imitazioni sbagliate  fa un vortice e simon finalmente  capisce qualle animale e un diavolo della Tasmania un animale australiano quando lo scuolabus la classe si disperde poi i chipmunks decidono dove andare simon va al rettilario , theodore al angolo dei cuccioli e alvin sene va subito a vedere l ' animale da cui si è travestito il diavolo della Tasmania dove vede una famiglia un padre , una madre e un cucciolo ma un dipendente dello zoo porta via il cucciolo che ha un appendice deve fare un intervento domani alvin decide di libere il cucciolo dalla sua gabbia vicino ad un coccodrillo ma questi lo lascia nella gabbia e il dipendente a causa del costume cosi perfetto scambia alvin per il cucciolo e alvin non puo spiegare a causa del divieto di parlare il cucciolo sene scappa finché si imbatte della signorina smith e lo scambia per alvin e lo porta sullo scuolabus dopo un inseguimento poi attaca gli altri studente e poi dorme sulle gambe della signorina smith che crede si il modo di farsi perdonare  da alvin allo zoo alvin e ancora in gabbia poi il dipendente mette nella gabbia anche la madre del cucciolo alvin tenta di scrivere un messaggio ma il diavolo della Tasmania madre lo mangia a casa seville a cena dave chiede ad  " alvin " di togliersi il costume ma poi " alvin " inizia a comportarsi in modo folle attaca dave poi mangia in un baleno l ' insalata di theodore dave crede che sia per la medicina e chiede a simon di leggere gli effetti collaterali e scopre che cene sono molti allo zoo alvin tenta di scappare ma ero della operazione del cucciolo dove viene sedato a casa seville " alvin " entra in camera e la distrugge poi theodore cerca di farlo ragionare ma viene buttato dal albero lì dave , simon e theodore capiscono che quello che hanno pensato fosse alvin era in realtà un vero cucciolo di diavolo della Tasmania e leggendo un annuncio dallo zoo che il cucciolo si doveva fare una operazione alla appendice e dopo aver visto una foto di alvin capiscono che devono riportare il cucciolo  allo zoo prima che operino alvin al suo posto simon e theodore cercano di attirarlo con insalata di quest ultimo ma il cucciolo inizia a sentirsi male e simon capisce che scoppierà la appendice poi arrivano allo zoo e spiegano al dipendente e anche alla chiurga che ha già operato alvin che hanno fatto un grosso sbaglio spiegano che quello che hanno operato era loro frattelo che era rimasto incastrato nel costume super realistico da diavolo della Tasmania e ha un divieto di parlare e che hanno il vero che loro hanno scambiato per alvin così la chiurga inizia a operare il cucciolo e dice che alvin e nella sala accanto che è finalmente libero da costume a casa il medico annula il divieto di parlare e mentre vanno al concerto alvin li incolpa per averlo scambiato per un diavolo della Tasmania poi al concerto la canzone che vantano si chiamano si libero il cucciolo di diavolo della Tasmania viene operato e torna a casa con i suoi genitori .

## Un papà soffocante
Dave non ha una vita molto piena, quindi ha parecchio tempo libero da dedicare ad Alvin, Simon e Theodore. I ragazzi ormai si sentono grandi e si vergognano a ricevere un certo tipo di attenzione. Grazie a Julie, la mamma di un compagno di classe dei ragazzi, Dave capisce che deve stargli meno addosso e lasciare che abbiano i propri spazi, e inizia a uscire spesso, a volte facendo anche solo il giro dell'isolato in macchina. All'ennesima uscita di Dave, i ragazzi si lamentano delle sue poche attenzioni e dopo essersi chiariti, trovano finalmente un equilibrio.

## Povero Dave!
Dave deve finire una canzone importante per mandare al concerto, ma i ragazzi non la smettono di fare rumore. Così, decidono di nascondere tutta la loro roba danneggiata nell'armadio. Ma sfortunatamente, il computer è andato in tilt e come se non bastasse, il padre è furioso coi ragazzi. Infatti, pensano di aver rovinato la vita di Dave e decidono di mettere in ordine. Alla fine, i Chipmunks e le Chipettes riescono a mandare la sua canzone alla radio, facendo rimanere felice il padre.

## La sicurezza non è un optional
Alvin desidera di avere una "X-Class 247 TecToys", ma Dave non vuole, visto che sul giornale dice che corre troppo veloce e ci sono molte segnalazioni di bambini feriti a causa di quel auto giocattolo. Tuttavia, il ragazzo deve aiutare Simon a un progetto scolastico, il progetto che stava facendo è un autobus. Infatti, il protagonista supplica a Simon di modificarla e di farla diventare una "X-Class 247 TecToys", ma fortunatamente l'intelligente accetta la proposta e lo mostrerà a scuola domani. Però, Alvin vuole provare subito e dopo aver preso in prestito l'auto giocattolo, scopre che in vetrina c'è quella vera va ad ammirarla . Sfortunatamente, non a messo il freno e l'auto realizzato da Simon è distrutto dopo essere schiacciato da un autobus e prende apposta l'auto in vetrina che ora è nel bidone della spazzatura. Ma scopre che la macchina è troppo veloce capisce che dave aveva ragione e tropo pericolosa   e, infatti, l'auto finisce nella piscina di casa sua.

## Mister buone maniere
Alvin e Brittany si sfidano per conoscere Kate, la principessa d'Inghilterra. Tuttavia, la dama di Kate dice che Alvin ha ricevuto più voti rispetto a Brittany. Però, loro devono diventare persone di lusso per andare al ristorante e di conoscere la principessa Kate alla fine della prova. Infatti, la ragazza decide di fare la prepotente al Chipmunk, facendolo arrabbiare. Alla fine, Brittany dice ad Alvin che si è scusata con la dama e viene diventata schiava per un giorno.

## La casa sull'albero
Le Chipettes scoprono che c'è una foto di un albero, prima che diventasse casa loro. Tutto è iniziato quando i ragazzi si divertono sull'albero, tuttavia il signor Crabble gli versa all'albero una sostanza velenosa. Però, Jeanette è triste visto che l'albero sta per morire, e protesta di stare lì, fino a quando non lo salveranno. Infatti, l'agente di polizia chiede alla ragazza di scendere giù, ma lo scienziato dice a Dave che l'albero è sano. Quindi per il signor Crabble deve pagare una multa salata, e siccome che odia la natura, vive nel deserto.

## Salviamo Simon
Simon sta per partire, ma Alvin, Theodore, Brittany, Jeanette ed Eleanor pensano com'è la vita senza Simon. Così, il protagonista decide di sequestrare i suoi vestiti, mezzi e robe elettroniche per non partire. Una volta aver preso le sue cose, Alvin decide di rovinare l'appuntamento con il consulente del campo di scienze, facendo arrabbiare il ragazzo intelligente. Alla fine, chiarito l'equivoco, decidono di aprire la fiera di scienze per Simon.

## Ritorno sui banchi
Visto che Alvin non ha passato l'esame, Dave deve ritornare a scuola, dopo aver scoperto che il suo diploma non è valido. Tuttavia, i due finiscono sempre in punizione e, infatti, Simon e Theodore lo aiutano a imparare la matematica. Infine, Dave e Alvin riescono a superare l'esame finale.

## Un amico per Simon
Simon si sente solo e soffre della popolarità di Alvin. Il giorno dopo a scuola, finalmente, arriva un ragazzo nuovo, di nome "Jamie", e diventano amici. Però, Alvin scopre che suo fratello sia molto interessato al ragazzo e non di lui. L'altro giorno, Jamie ha deciso di andare a dormire a casa dei Seville per una notte. Ma Simon cerca di trovare dei nascondigli in tutta la camera per non essere stato scoperto e infatti lo attacca utilizzando il suo gioco inventato di Alvin chiamato, "Attacco dello scoiattolo volante". Jamie lo scopre, e decide di rifiutare la sua amicizia e l'idea di andare a dormire con loro. Alla fine, Alvin e Simon tornano amici come prima.

## Una stanza tutta per Alvin
Simon e Theodore non tollerano la puzza dei calzini di Alvin e, infatti, Dave ha proposto al protagonista di stare alla larga dai suoi fratelli e di trasferirsi nel seminterrato. Tuttavia, in questi giorni nello scantinato, si sente solo per la mancanza dei suoi fratelli e decide di disturbare Dave per riavere il suo letto con i suoi fratelli. Infine, Alvin scopre che Simon e Theodore hanno giocato con il suo videogioco e, come se non bastasse, i tre si riprendono a litigare.

## Alvin e l'ecologia
I Chipmunk e le Chipettes si iscrivono a un concorso di ecologia. Alvin, però, è molto competitivo e il suo obiettivo è soltanto vincere. Quando Jeanette racconta alla sua amica Pamela, una ragazza molto attenta all'ambiente, del concorso, la voce si sparge e tutti vogliono partecipare. Questo diventa un problema per Alvin, che sentiva di avere già la vittoria in tasca. Ostinato a vincere, Alvin fa di tutto per screditare Pamela. Alla fine, però, sarà lei a vincere, e non per spirito competitivo, ma perché è davvero una persona che vive nel rispetto dell'ambiente e che, quindi, va premiata.

## Il pettegolo
Il ballo della scuola si avvicina, ma Alvin è troppo timido per chiedere a Vanessa di andarci con lui. Finalmente trova il coraggio, ma Vanessa è indecisa, visto che anche Derek l'ha invitata. Per entrare nelle sue grazie, Theodore suggerisce al fratello di occuparsi di Birdie, l'uccellino della ragazza, mentre lei sarà fuori per il weekend. Non appena l'uccellino entra in casa, i due si accorgono che tra loro non corre buon sangue e, in più, Birdie è un uccello parlante che spettegola su tutto e tutti. Dopo vari tentativi, Alvin è sconsolato perché non riesce proprio a farselo piacere, si rassegna e decide di dire la verità a Vanessa. Alla fine però, Birdie dice alla sua padrona che ad Alvin piace molto e cosi, lei accetta il suo invito.

## Il supereroe mascherato
Theodore diventa un supereroe chiamato "il Ghigno", però Alvin gli da lezioni di supereroe. Simon non è contento dell'idea di Alvin, ma il fratello minore è contento di fare una squadra con il protagonista. La notte dopo, i due supereroi devono combattere il cattivo che è Simon, e "Ombra scura" che è Alvin, viene fatto fuori dal cattivo, anche se Theodore ha vinto la sfida. Tuttavia, Ghigno decide di fare un giro in città per vedere se c'è un cattivo. Ma scopre che che c'è un ladro che tenta di rubare le statue di cera. Intanto i fratelli, scoprono che Theodore è sparito e vanno nel museo delle cere con l'aiuto di Dave, infatti, vedono un tizio che in realtà è l'uomo delle pulizie, e il vero ladro è stato catturato da Theodore.

## Lo stile di Jeanette
Jeanette è fissata con il riciclaggio, Brittany, invece, con l'estetica e la moda, e quando quest'ultima riceve i loro nuovi scatti pubblicitari, ha quasi un mancamento: nelle foto, Jeanette ha una molletta per i panni tra i capelli. Brittany vuole assolutamente rifare le foto, ma per Jeanette il parere degli altri non conta nulla. Quando le foto vanno online, le mollette di Jeanette riscuotono un enorme successo, lanciando una moda. Brittany è incredula e si scomoda addirittura con Marina Rodentia, un'icona internazionale della moda, che propone di fare una sfilata di cappelli per promuovere nuove idee di moda giovane. Brittany e Jeanette si affrontano in un duello a colpi di moda, ma alla fine, sarà il loro amore fraterno a trionfare.

## Il complotto del bacio
Simon è molto turbato perché nella recita scolastica deve baciare una ragazza e non sa proprio come fare. Alvin e Brittany provano a spiegargli come si fa, ma lui non è convinto e non ce la fa proprio. Quando Alvin scopre che la ragazza che Simon dovrà baciare è Jessie, ovvero la ragazza di cui è invaghito lui, offre di fargli da controfigura e mantenere il segreto. L'inganno riesce talmente bene che Simon diventa immediatamente un rubacuori e le ragazze impazziscono per lui. Spiazzato da questa reazione e dispiaciuto per Alvin che è rimasto nell'ombra, Simon decide di dire la verità, ma la sua idea non fa che peggiorare la situazione. Allora, escogitano un altro piano e durante la recita Alvin si palesa sul palco e fa la sua esibizione. Sicuro del successo, Alvin è al settimo cielo, ma Simon ormai ha fatto breccia nel cuore delle ragazze della scuola e sembra non uscirne più.

## Ospiti a sorpresa
Per Dave è un periodo di lavoro molto intenso. Dispiaciuto per lui, Alvin vuole regalargli una vacanza alle Hawaii e per farlo, decide di affittare la casa, mentre Dave è fuori per lavoro. L'idea sarebbe geniale se non fosse che gli ospiti arrivano in anticipo e Alvin non sa come gestire la cosa, visto che Dave non è ancora partito. A questo punto, chiede aiuto ai suoi fratelli e alle Chipettes che accettano di dargli una mano. Le cose sembrano funzionare abbastanza bene fin quando Dave apre la porta del bagno e trova uno degli ospiti. Dopo aver sgridato i ragazzi e messo in punizione Alvin, Dave chiarisce il malinteso con gli ospiti e scopre il motivo per cui Alvin ha avuto quell'idea. A quel punto, decide di perdonarlo, finché non arrivano altri ospiti.

## Theozilla
Nella classe di scienze, Alvin crea uno spray magnetico (dove lo spruzzi attira tutte le cose identiche). Simon l'ha pensa un'idea geniale e i due provano a caso lo spray. Infatti, lo spray ha finito i liquidi ed Alvin cerca di fare daccapo, ma ha creato invece uno spray che fa ingrandire le cose. Sfortunatamente, lo usa sul fratello minore e, infatti, diventa un gigante e fa il giro in tutta la città, distruggendo tutto. Fortunatamente, Alvin e Simon hanno inventato uno spray che rimpicciolisce le cose e, una volta spruzzato, Theodore si rimpicciolisce e diventa normale come i suoi fratelli. Alla fine, la signorina Smith si sveglia e pensa che è stato un incubo.

## Molla l'osso
Tra i ragazzi della scuola impazza un nuovo gioco sul cellulare, il cui scopo è prendersi cura di un cagnolino. Bisogna dargli da mangiare, fargli fare i bisognini, tutto come se fosse vero. Ovviamente, la cosa sfugge di mano un po' a tutti e la signorina Smith si arrabbia e sequestra i telefoni ai ragazzi per poi ridarglieli alla fine delle lezioni. I telefoni sequestrati, però, spariscono, e Alvin viene accusato di averli rubati. Per dimostrare la sua innocenza, il ragazzo chiede aiuto a Simon per indagare sul furto. Dopo aver raccolto ed esaminato le prove, i due riescono a scagionare Alvin e a trovare il vero colpevole, ma non riescono a evitare la punizione per essersi assentati dalle lezioni.

## Corvinator
Eleanor prepara una torta per far vincere a un concorso di pasticceria, ma Alvin, Simon, Theodore, Brittany e Jeanette la mangiano. C'è anche un corvo ghiotto di torta che fa di tutto pur di rimediarne un pezzettino. Quando i ragazzi si accorgono che la torta era per il concorso, corrono ai ripari, cercando di sostituirla con una preparata da loro. Arrivati alla gara, i giudici sono disgustati dal dolce di Eleanor e stanno per decretare il vincitore, quando Alvin, aiutato dal corvo affamato, plana sul tavolo con un'ultima fetta della torta originale di Eleanor che riesce così a vincere il concorso.

## I poteri magici di Alvin
Simon prova i suoi trucchi da mago e Theodore, come sempre, lo guarda ammirato. Alvin, geloso del fratello, fa credere al fratello minore di avere dei veri poteri magici e di poter muovere le cose con il pensiero e trasformare l ' immondizia in barette di cioccolata . Theodore lo mette alla prova ed è convinto che sia vero. Quindi, quando viene chiamato a giocare una partita di calcio, si convince di potercela fare grazie ai poteri di Alvin. Forte di questi poteri, Theodore risponde alle angherie di Derek, promettendogli che Alvin gliela farà pagare. E così, Alvin è costretto a ricorrere all'aiuto di Simon e dei suoi trucchi da mago per risolvere le cose e mettere Derek in fuga. Quando però la signorina Smith viene a sapere del macello in mensa, chiede spiegazioni a Theodore, che le racconta dei poteri magici di Alvin.

## Survivor
Alvin si allena per le selezioni di "Survivor," un reality show che mette a confronto due concorrenti, in prove di abilità e resistenza tra i boschi. Purtroppo, però, durante l'allenamento si sloga una caviglia e non può partecipare ai casting. Mentre tenta disperatamente di partecipare lo stesso e viene fermato da Simon, interviene Derek che gli dà del vigliacco. Ma proprio durante la discussione, irrompe Jerry Berry, il conduttore del programma, che vorrebbe scritturare entrambi i fratelli. Dal momento che Alvin non può, Simon si fa coraggio e, contro ogni previsione, accetta la sfida di Derek. Si allena duramente, anche se con scarsi risultati, e sa che dovrà puntare tutto sull'intelligenza e la furbizia più che sulle sue doti fisiche. Infatti, durante la gara, dove la forza viene meno, entra in gioco la mente e, nonostante le scorrettezze di Derek, alla fine, vince Simon.

## L'arte per l'arte
Durante un'intervista al guru della moda, Marina Rodentia, Brittany decide di darsi all'arte e inizia a dipingere quadri che poi sottopone al giudizio delle sue sorelle e dei suoi amici. Questi ultimi però non sanno come dirle che non sono un granché. Lei chiede ad Alvin di portarli alla galleria di Marina, ma sulla strada, il dipinto finisce sotto le ruote di una macchina. Quando Marina lo vede, se ne innamora e ne vuole altri. I ragazzi non sanno come dirlo a Brittany. Allora decidono a sua insaputa di aggiungerci quella piccola macchia di sporco che ha fatto la sua fortuna. Quando Marina invita Brittany in galleria, Alvin e i fratelli vanno nel panico e fingono un furto dei suoi quadri, ma vengono colti con le mani nel sacco e costretti a dire la verità. A quel punto, Marina capisce che è meglio che si dedichi solo alla moda e fa capire a Brittany che lei dovrebbe fare altrettanto, magari in una collaborazione futura.

## Alvin e la borsa nuova
Brittany riceve una borsa nuova creata da Marina Rodentia, ma Alvin la rompe e, infatti, la ragazza prende una sua scarpa preferita, e non lo riavrà, finché non ha comprato la borsa. Tuttavia al negozio di Rodentia, Alvin trova un modo di comprare la borsa nuova: fare lo stilista. Alla fine, dopo aver dato la borsa nuova a Brittany, Alvin si riprende la sua scarpa preferita come lei ha promesso.

## Warbie
Alvin, Simon, Theodore, Brittany, Jeanette ed Eleanor trovano un uccellino nei cespugli e, infatti, decidono di tenerlo fino a quando non arriva la mamma. Però, Alvin non ne vuole sapere, perché non gli piacciono gli uccellini, ma nel cuor della notte, Simon e Theodore non vedono più l’uccellino nella scatola. Infatti, scoprono che Alvin lo ha preso e l'ha fatto dormire accanto a lui e lo chiama Warbie. Però, in questi giorni, si sente stressato, perché l'uccellino non riesce a sopravvivere da solo. Il giorno dopo, Warbie sente puzza di bruciato e cerca di scappare volando, ma, sfortunatamente viene battuto dalla finestra e i fratelli chiamano una veterinaria per farlo salvare. Il giorno dopo, la veterinaria dice al protagonista, che Warbie è ancora vivo e ritrova anche la sua mamma.

## Un posto per maschi
Alvin, Simon e Theodore temono che Julie e suo figlio vogliono restare a casa loro per l'eternità come fa il cuculo, e quindi Dave se ne andrà via di casa. Tuttavia, il ragazzo decide di trovare alcuni modi per cacciare via la donna. Ma dopo vari tentativi, Alvin ha avuto un'idea di mettere in quarantena la casa, facendo mettersi nei guai e anche i suoi fratelli. Alla fine, i ragazzi scoprono che Julie non intendeva restare a casa con loro.